# Nuwakot (dystrykt)

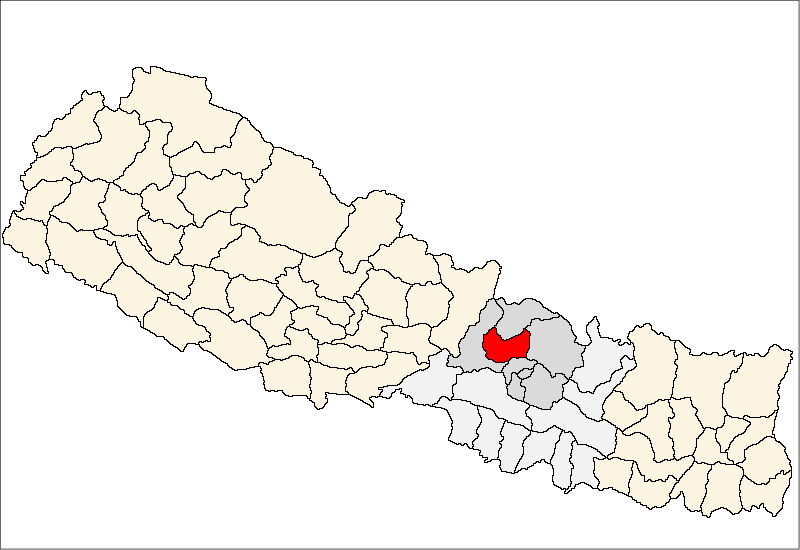
Dystrykt Nuwakot

Dystrykt Nuwakot (nep. भक्तपुर) – jeden z siedemdziesięciu pięciu dystryktów Nepalu. Leży w strefie Bagmati. Dystrykt ten zajmuje powierzchnię 1121 km², w 2001 r. zamieszkiwało go 288 478 ludzi. Stolicą jest Bidur.